# Pagliaccio malefico

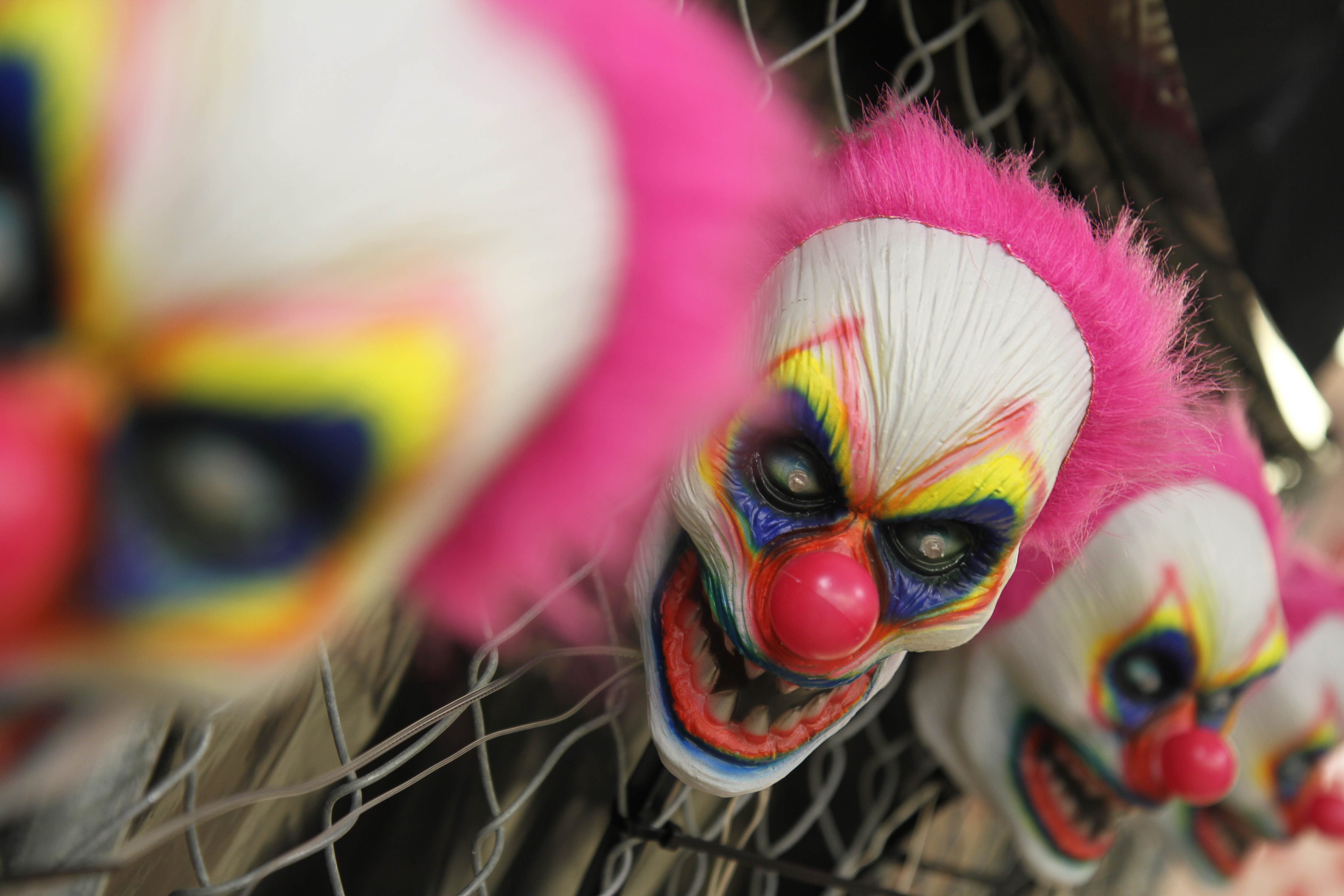
Maschere da pagliaccio malefico

Il pagliaccio malefico è un soggetto ricorrente della cultura popolare e di quella di massa. A differenza del pagliaccio tradizionale, che ha connotazioni comiche e buffe, quello malefico si caratterizza per l'apparenza inquietante e/o il carattere pericoloso che lo rendono un personaggio strettamente associato al mondo dell'orrore e a quello dell'umorismo nero. La figura del pagliaccio malefico divenne popolare durante il Novecento grazie a personaggi fittizi come Joker e It/Pennywise. Spesso il clown malvagio simboleggia allegoricamente la coulrofobia, ovvero la paura dei pagliacci.

## Storia

### Ottocento
L'archetipo moderno del pagliaccio malefico ha origini poco chiare e le sue prime apparizioni in epoca moderna risalgono al diciannovesimo secolo. Secondo alcuni, uno dei primissimi esempi di "clown oscuro" fu Joseph Grimaldi, giudicato spaventoso per la sua apparenza bizzarra. Nel suo Il circolo Pickwick (1836), lo scrittore Charles Dickens si ispirò allo stesso Grimaldi per descrivere un clown dalle fattezze inquietanti. Secondo Jack Morgan della Missouri University of Science and Technology, il racconto di Edgar Allan Poe Hop-Frog (1849), in cui compare un buffone di corte assassino, si ispirerebbe a un grave incendio avvenuto nel quattordicesimo secolo durante una festa in maschera regale e in cui vari ospiti furono inceneriti a causa dei loro costumi altamente infiammabili. Pagliacci crudeli che commettono omicidi appaiono anche in La femme de Tabarin (1874) di Catulle Mendès, in Così parlò Zarathustra (1883) di Friedrich Nietzsche e in Pagliacci (1892) del compositore e librettista Ruggero Leoncavallo, che fu accusato di aver plagiato l'opera di Mendès.

### Novecento

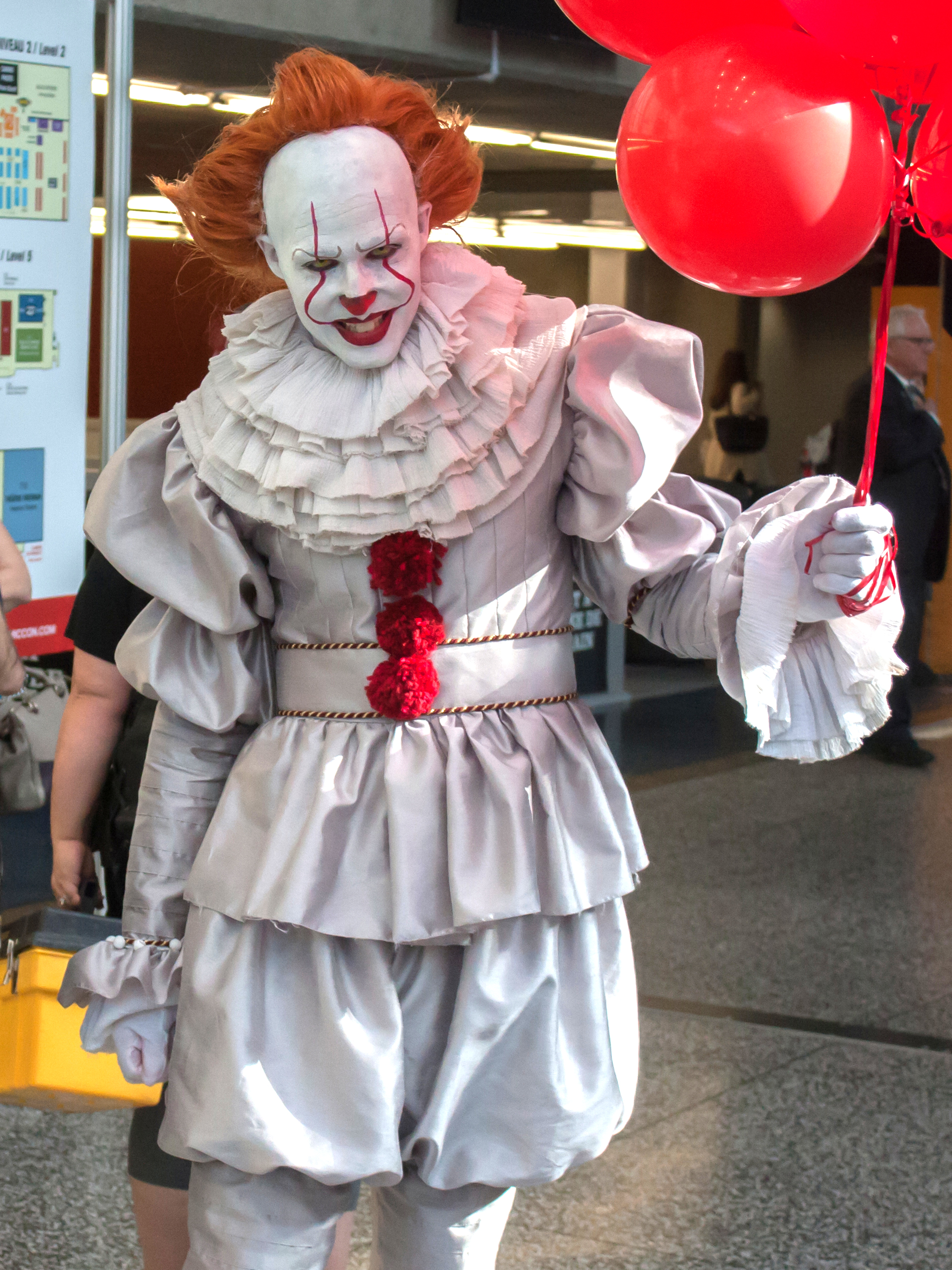
Cosplay di It/Pennywise

Negli anni quaranta, la DC Comics diede vita al Joker, perfido e imprevedibile criminale e fra i più noti clown assassini di sempre. Durante gli anni settanta, la rivista satirica National Lampoon pubblicò una serie di strisce a fumetti, intitolata Evil Clown, che aveva come protagonista un clown malefico di nome Frenchy. La figura del pagliaccio malefico fu anche associata a quella di John Wayne Gacy, assassino responsabile di 33 omicidi che si scoprì aver svolto la professione del clown. Tuttavia, prima di venire arrestato nel 1978, Gacy non assassinò nessuna delle sue vittime utilizzando il suo costume da pagliaccio. A partire dalla prima metà degli anni ottanta, si diffuse la leggenda metropolitana secondo cui degli uomini vestiti da pagliacci avrebbero tentato di rapire dei bambini attirandoli in un furgone in diverse città degli Stati Uniti fra cui Brookline (Massachusetts) Phoenix, West Orange (New Jersey) e Chicago. Il personaggio fittizio di Pennywise, apparso per la prima volta nel libro dell'orrore It, pubblicato da Stephen King nel 1986, contribuì a popolarizzare la figura del pagliaccio assassino. Tale personaggio, in realtà un mostro pan-dimensionale, è capace di assumere la forma di ciò che incute maggiormente timore nelle sue vittime (soprattutto bambini) per poi ucciderle. Una miniserie televisiva di successo fu tratta da tale opera.

### Ventunesimo secolo
Nel ventunesimo secolo la figura del pagliaccio malefico ha acquisito un ruolo di rilievo soprattutto in opere cinematografiche, tra cui spiccano titoli come La casa dei 1000 corpi e La casa del diavolo di Rob Zombie, Terrifier di Damien Leone e It e It - Capitolo due di Andrés Muschietti.

## Coulrofobia
Il concetto di pagliaccio malefico viene spesso associato alla paura irrazionale dei pagliacci, che prende il nome di coulrofobia. Secondo alcune riviste, i clown e i clown oscuri possono intimorire a causa di vari fattori concomitanti che creano disagio e uno stato di allerta fra cui la loro goffaggine, i colori accesi del trucco, i movimenti ambigui, la loro imprevedibilità e la loro vocazione a ribaltare le convenzioni sociali. Secondo Joseph Durwin della Trinity University, il "clown oscuro" avrebbe una posizione indipendente nella cultura popolare e afferma che "esso, così come l'ostilità diffusa nei suoi confronti, inducono a pensare che si tratti di un vero e proprio fenomeno culturale che va oltre la mera fobia".